# Tódaidži
Tódaidži (japonsky 東大寺; Velký východní chrám) je buddhistický chrám ve městě Nara v prefektuře Nara v Japonsku. Chrám, s největší dřevěnou budovou na světě (Daibucuden, 大仏殿), poskytuje přístřeší gigantické soše Buddhy Vairóčana (大日如来; Dainiči Njorai), v Japonsku známém jednoduše jako Daibucu (大仏, „velký Buddha“). Chrám rovněž slouží jako japonské ústředí buddhistické školy Kegon. Tódaidži je počítán mezi sedm velkých narských chrámů (南都七大寺, Nanto šičidaidži).

## Historie
Během období Tenpjó (729–749 n. l.) lidé v Japonsku trpěli souběhem přírodních katastrof a epidemií. V roce 743 císař Šómu vydal nařízení o stavbě velké sochy Buddhy, která měla Japonsku pomoci. Při stavbě bylo mobilizováno velké množství dělníků a pro její dokončení bylo třeba 1 665 000 člověko-dní, (pozn. teoreticky by jeden člověk chrám stavěl déle než 4 500 let). Samotný Velký Buddha byl „stvořen“ umělcem z korejského království Pekče. Podle legendy se na stavbě podílelo skoro 2 600 000 lidí, tedy asi polovina obyvatelstva tehdejšího Japonska. Toto číslo je ale značně nadsazené. Buddha byl dokončen roku 751, spotřeboval většinu japonské produkce bronzu za několik let a zanechal zemi na pokraji bankrotu. Socha byla několikrát znovuodlita (z různých důvodů včetně poškození zemětřesením) a chrám byl dvakrát přebudován kvůli dvěma požárům.
Současná budova byla dokončena v roce 1709 a ačkoli je obrovská, je o 30 % menší než její předchůdce. V původním komplexu také stály dvě 100m pagody, zřejmě nejvyšší stavby na světě ve své době (mimo pyramid). Obě byly zničeny při zemětřesení.
Tódaidži byl provinčním chrámem provincie Jamato a stál i v čele všech provinčních chrámů.
V roce 1998 byl chrám Tódaidži, spolu s několika dalšími památkami v Naře, zapsán na Seznam světového dědictví UNESCO pod společným označením Památky na starobylou Naru.

## Klenotnice Šósóin

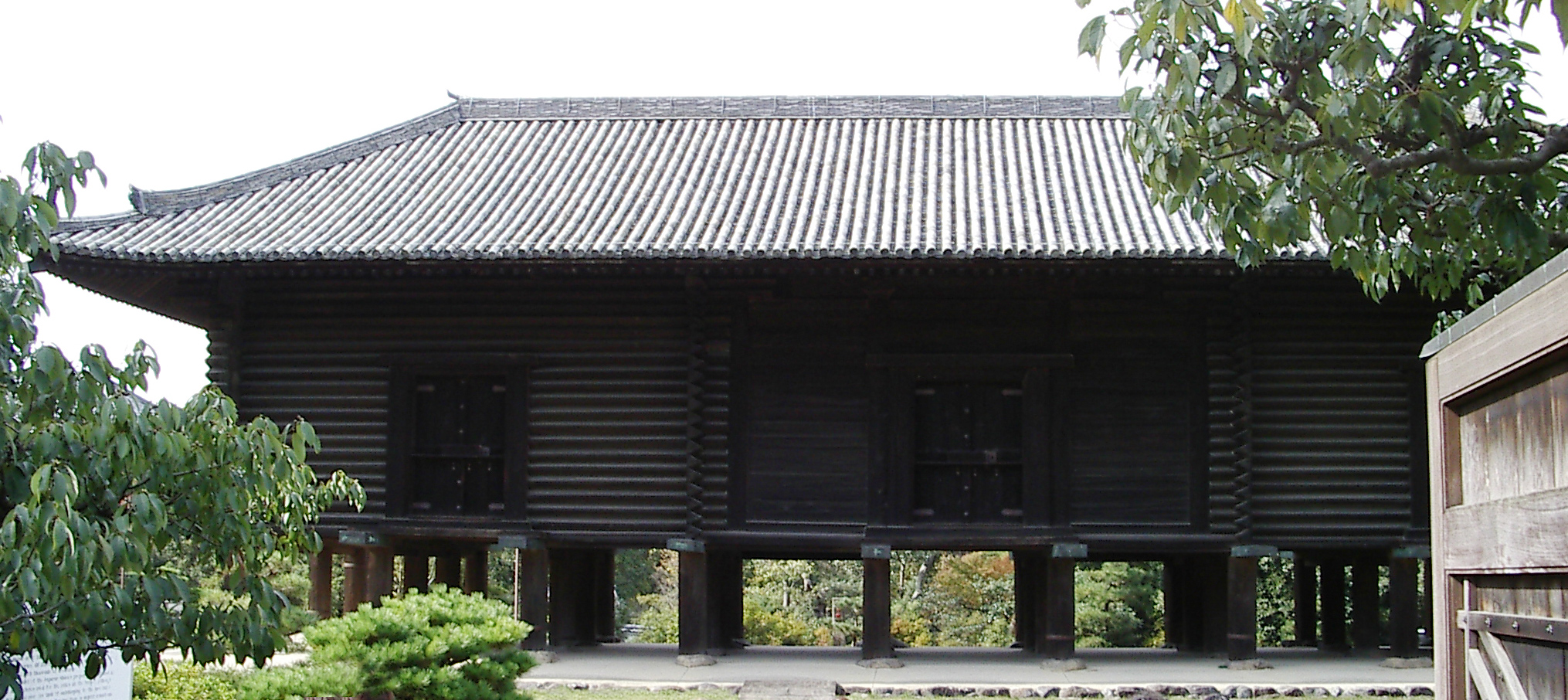
Pokladnice Šósóin v Tódaidži

Zajímavou stavbou v chrámovém areálu je Šósóin (正倉院). Jde o mohutnou srubovou stavbu z cypřišového dřeva bez oken postavenou na kůlech s podlahou 2,7 m nad zemí. Sloužila jako skladiště cenných předmětů, které Tódaidži darovala císařovna Kómjó po smrti svého manžela, císaře Šómu, v roce 756. Šlo o asi 600 pečlivě sepsaných položek, jejichž předávání probíhalo postupně po dva roky. Další (větší) skupina předmětů přibyla v 10. století, kdy sem byly přemístěny sbírky ze skladiště Futacugura rovněž patřící k chrámu Tódaidži. Všechny předměty byly chráněny před vlhkostí uložením v krabicích a schránkách na nožičkách a i tím, že samotná stavba stojí na kůlech. Obsah klenotnice se dodnes dochoval ve skvělém stavu i díky pravidelné péči s jakou byl opatrován úřadem císařské pečeti. Po druhé světové válce byla nedaleko vybudována železobetonová budova s moderními zabezpečovacími a protipožárními systémy a vzácné předměty z dřevěného Šósóinu do ní byly přestěhovány.

## Míry Buddhovy sochy
Podle 大仏さまの大きさ
- Výška sedící sochy: 14,98 m

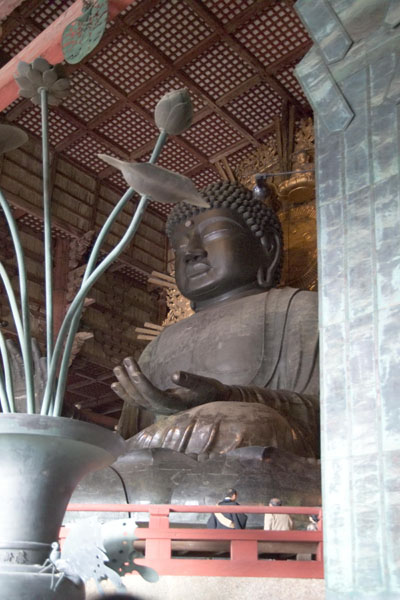
Daibucu v Tódaidži. Lidské postavy vpravo dole naznačují měřítko

- Výška lotosového podstavce: 3,04–3,05 m
- Hlava: 5,33 m
- Šířka očí: 1,02 m
- Šířka úst: 1,33 m
- Nos: 0,5 m
- Výška uší: 2,54 m
- Délka prostředníčku: 1,08 m
- Velikost dlaně: 1,48 m
- Délka levého chodidla: 3,74 m
- Váha: 500 tun

## Fotogalerie

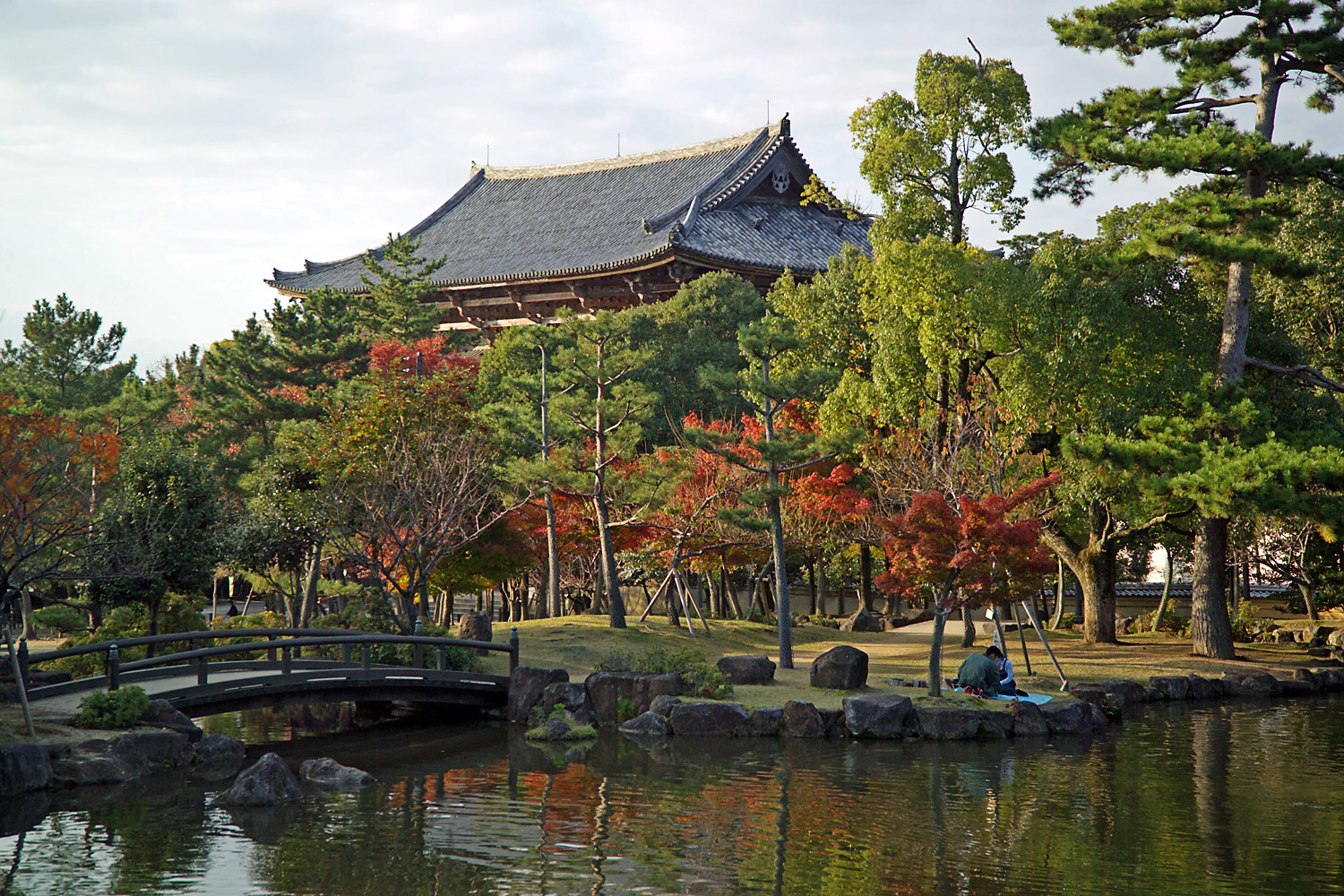
Střecha Daibucuden - ústřední část chrámu - vyčnívá zpoza stromů
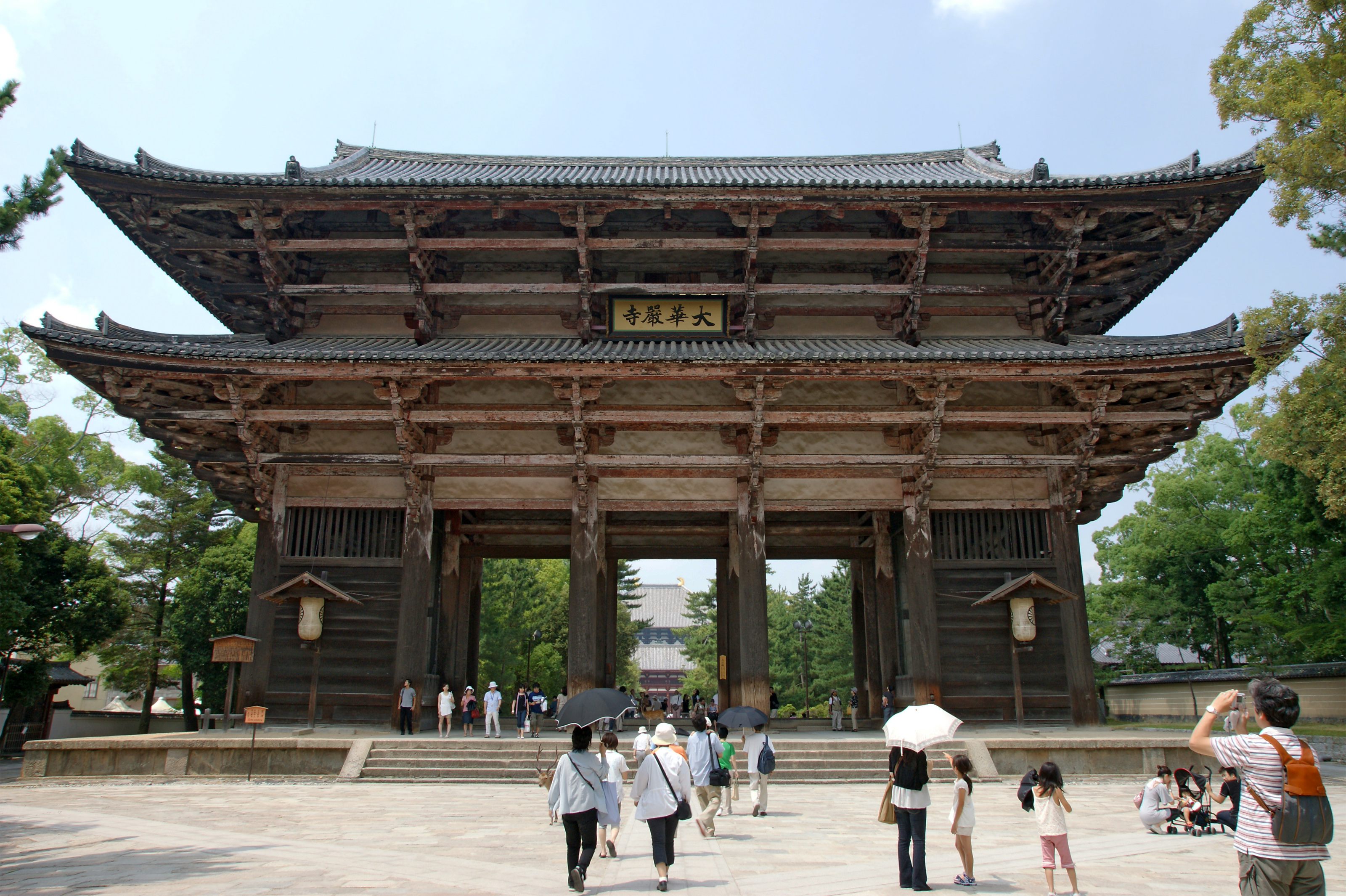
Nandaimon (Jižní velká brána) v Tódaidži
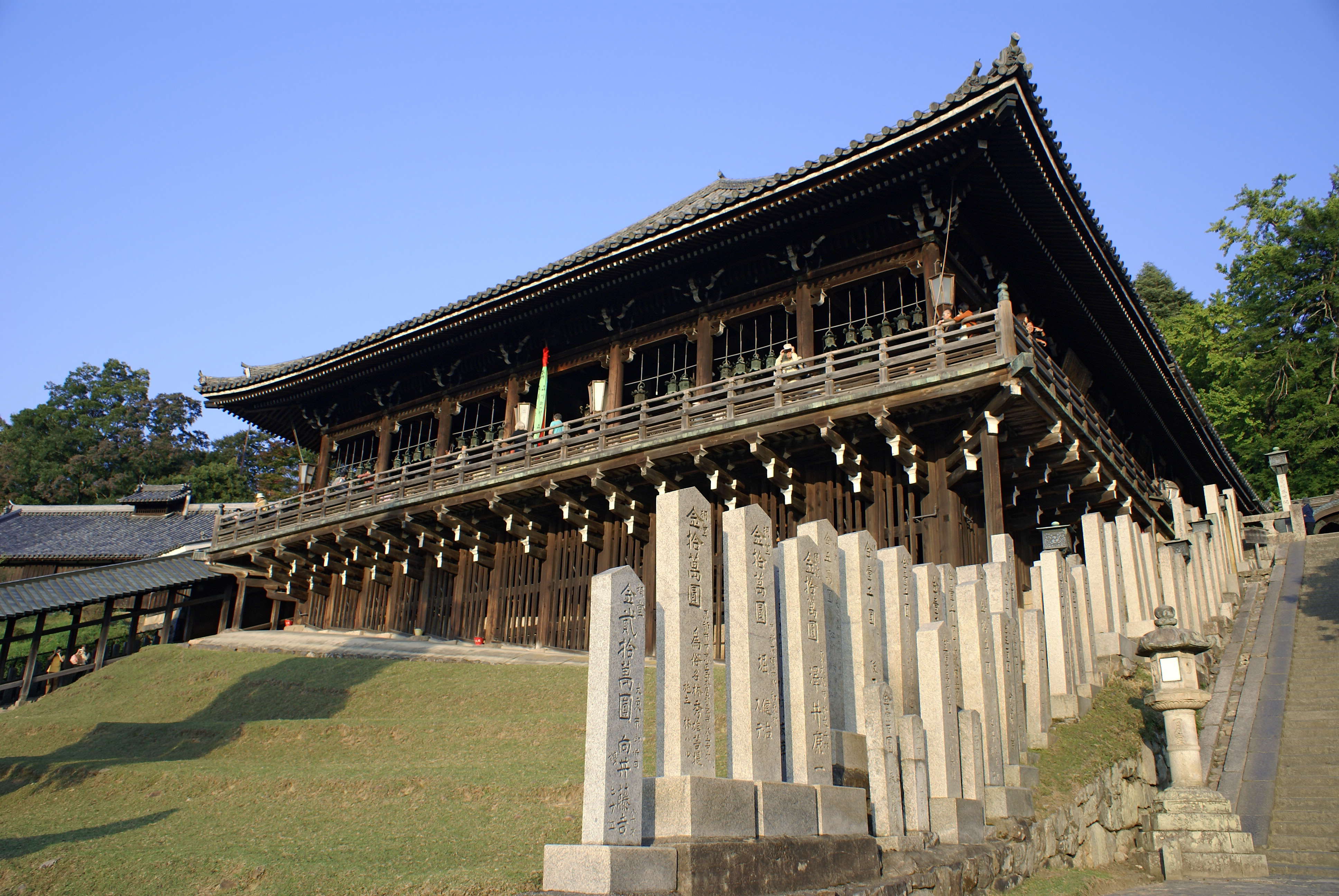
Nigatsudo
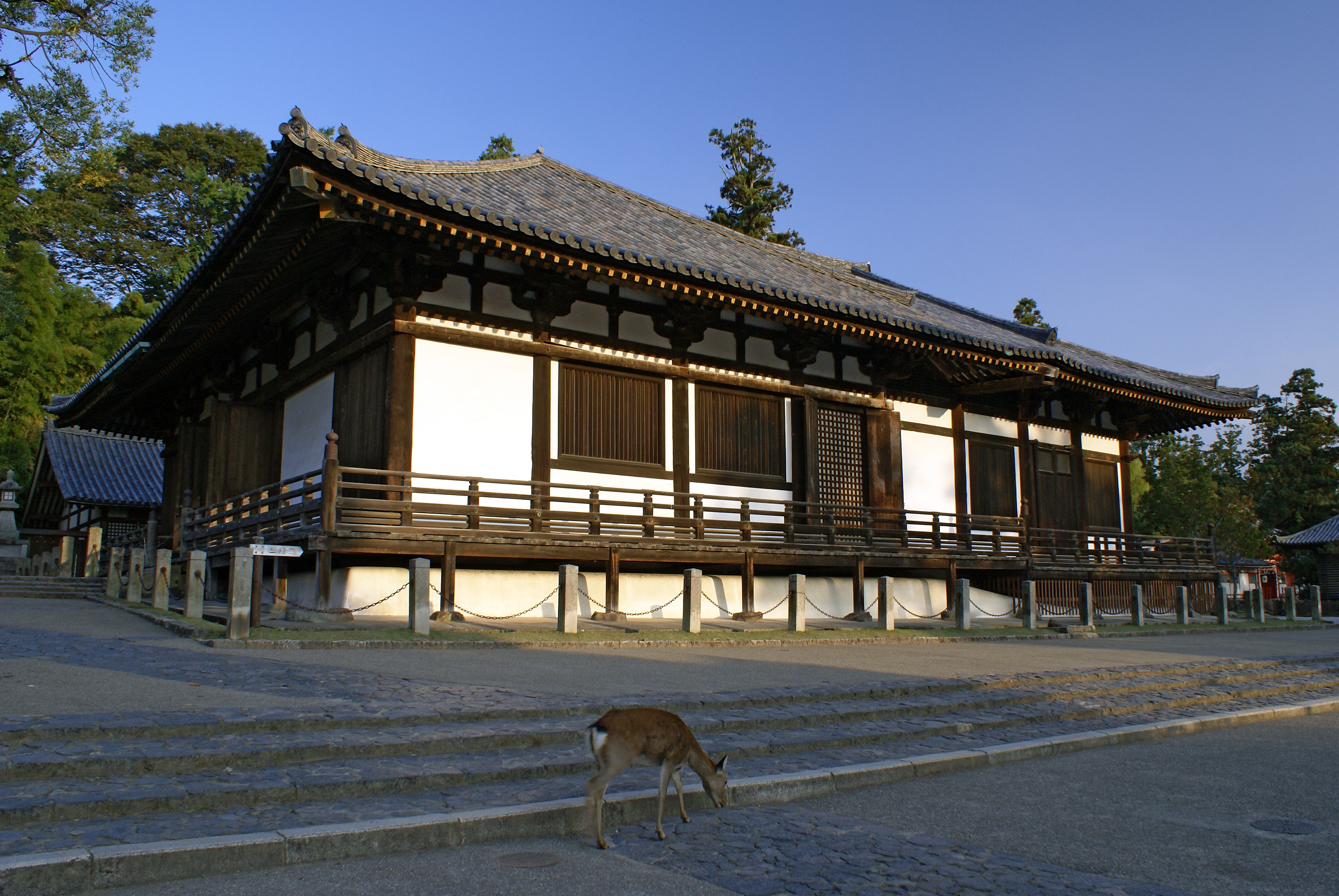
Hokkedo
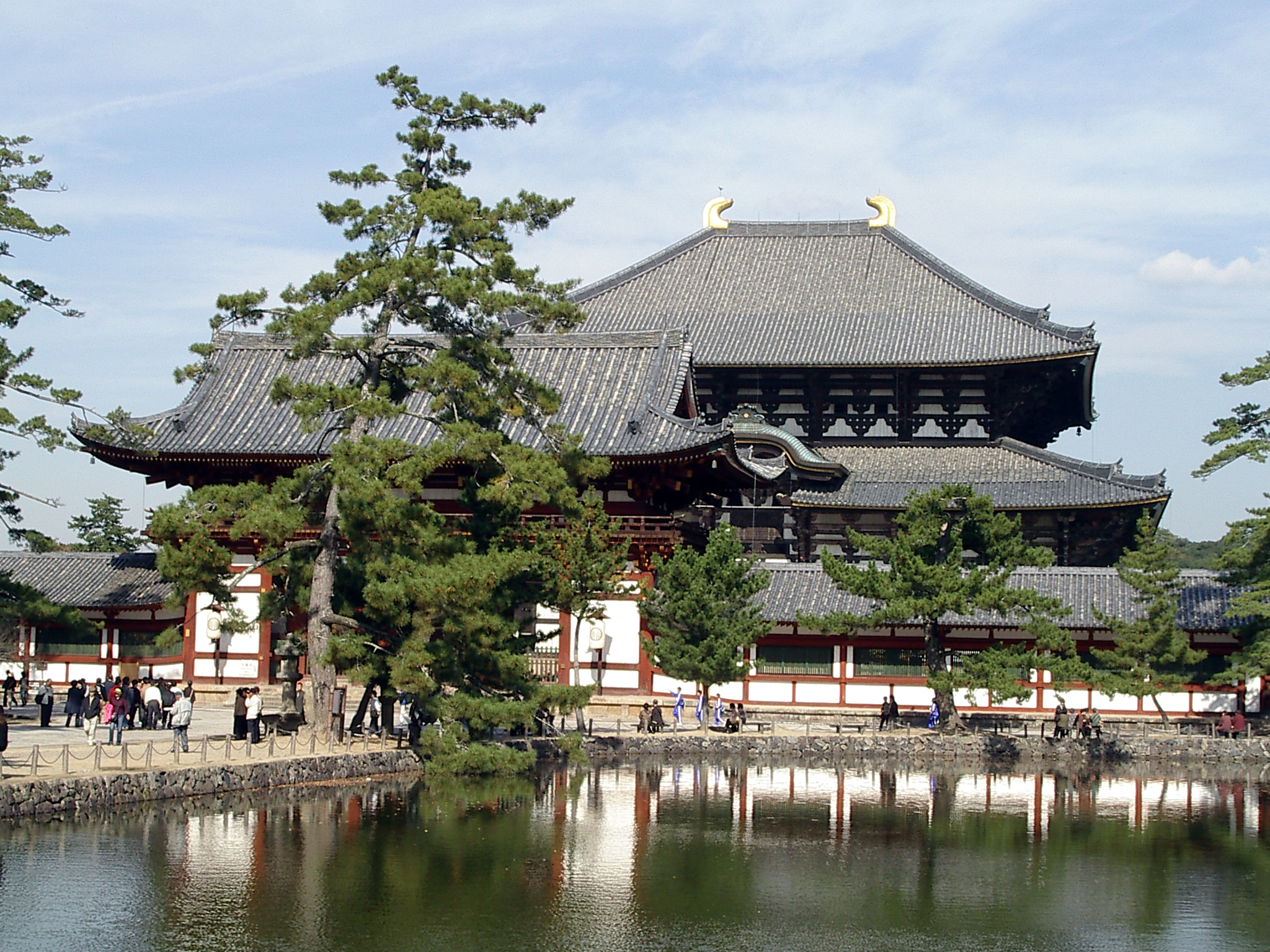
Pohled na Tódaidži